# Indium(III)-chlorid
Indiumtrichlorid (InCl3) ist eine chemische Verbindung aus Indium und Chlor.

## Darstellung und Gewinnung
Wasserfreies Indiumtrichlorid wird aus den Elementen durch das Verbrennen von Indium in einer Chlorgasatmosphäre oder durch Umsetzung eines Gemischs aus Indium(III)-oxid und Kohle im Chlorgasstrom gewonnen.
{\displaystyle {\ce {2In + 3Cl2 -> 2InCl3}}}
Die Verbindung kann auch durch Auflösen von Indium in Salzsäure hergestellt werden. Aus der wässrigen Lösung kristallisiert das Tetrahydrat.
Ebenfalls möglich ist die Darstellung durch Reaktion von Indium(III)-oxid mit Thionylchlorid bei 300 °C.
{\displaystyle {\ce {In2O3 + 3SOCl2 -> 2InCl3 + 3SO2}}}

## Eigenschaften
Indium(III)-chlorid bildet weiße, hygroskopische Kristalle, die leicht sublimierbar sind. Der Schmelzpunkt ist mit 586 °C, der Sublimationspunkt mit 418 °C angegeben. Die Dampfdruckfunktion ergibt sich nach August entsprechend ln(P) = −A/T+B (P in Torr, T in K) mit A = 8086 ±168 und B = 12,654 im Temperaturbereich von 489 K bis 564 K. Die Sublimationsenthalpie beträgt 154 kJ·mol−1. In der Gasphase liegt es (wie alle Indiumhalogenide) als dimeres Molekül vor. Wasserfreies Indiumtrichlorid reagiert heftig mit Wasser und wird dabei protolytisch gespalten. Die Verbindung bildet aus salzsaurem Medium Doppelsalze mit dem Hexachlorido-[InCl6]3− oder Aquopentachlorido-Komplex [InCl5(H2O)]2−. Sie besitzt eine monokline Kristallstruktur, isotyp zu der von Aluminium(III)-chlorid mit der Raumgruppe C2/m (Raumgruppen-Nr. 12) (a = 641 pm, b = 1110 pm, c = 631 pm, β = 109°48'). Aus den wässrigen Lösungen, die z. B. auch aus Indium und Salzsäure leicht erhältlich sind, kristallisieren beim Einengen Hydrate, z. B. das Tetrahydrat, aus.

## Verwendung
Die Verbindung wird als Katalysator bei Alkohol- und Carbonylreaktionen, sowie in der Nuklearmedizin und bei der Herstellung von Indiumsulfid (für CIGS-Solarzellen) eingesetzt.